# Colin J. Campbell

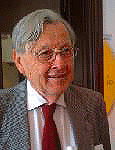
Colin J. Campbell (2009)

Colin John Campbell (* 1931 in Berlin; † 13. November 2022 in Ballydehob) war ein britischer Geologe. Er stieß die Gründung der Association for the Study of Peak Oil and Gas (ASPO) an, eines internationalen Netzwerks von Wissenschaftlern und Geologen. 2004 machte er einen als Rimini-Protokoll bekannt gewordenen Vorschlag, mit dessen Hilfe der Ölpreis niedrig gehalten und die negativen Effekte des Peak-Oil minimiert werden sollten.

## Lebensweg
Nach seinem Studium (1954) und Promotion (1957) in Oxford (St Paul’s School und Wadham College) arbeitete Campbell seit 1957 für verschiedene große Ölunternehmen, u. a. Texaco, BP, und Amoco. In seinem Berufsleben begutachtete er Explorationsmöglichkeiten in Papua-Neuguinea, Mittel- und Südamerika, der Nordsee und Kontinentaleuropa. Ab 1989 arbeitete er als freier Berater für eine Vielfalt von Ölunternehmen, Regierungsstellen und Think Tanks.
Seit Ende der 1990er Jahre wurde er mit der seitdem wiederholt gemachten Voraussage bekannt, dass der Höhepunkt der weltweiten Öl-Förderung aktuell unmittelbar bevorstehe oder bereits überschritten sei. Die damit einhergehende allmähliche Öl-Verknappung würde danach zu einem schnellen und drastischen Preisanstieg bei Ölprodukten und besonders Treibstoffen führen.
Im Ruhestand lebte Campbell in dem irischen Küstendorf Ballydehob und hielt weltweit immer wieder Vorträge zum Thema Peak-Oil. 2002 publizierte er sein Buch Ölwechsel!, welches die Zukunft des Erdöls und der Energieversorgung skizziert.

## Hintergrund
Campbell stützte sich auf Überlegungen von Marion King Hubbert, wonach die Förderung aus einem Ölfeld einer logistischen Verteilung folgt. Hubbert hatte bereits 1956 den Höhepunkt (Peak) für die USA korrekt auf 1971 vorausberechnet und ebenso Überlegungen zu einem globalen Peak angestellt. Seine Prognosen baute Campbell auf eigenen Berechnungen der weltweiten Ölvorräte auf, wobei er insbesondere gegenüber den offiziellen Angaben der OPEC-Staaten starke Abschläge vornahm und ihnen vorwarf, ihre Zahlen aus politischen und wirtschaftlichen Gründen stark zu schönen.
Erstmals hatte Campbell den Peak für 1988 vorhergesagt, und später dieses Ziel immer weiter verschoben. 2007 ging er von einem Höhepunkt im Jahr 2011 aus. Seine früheren Schätzungen bezüglich der weltweiten Förderung wie dem Zeitpunkt des Maximums der Förderrate haben sich mehrmals als zu pessimistisch herausgestellt. So sagte er 1988 für 2007 eine Produktion von weniger als 50 Millionen Barrel täglich voraus, tatsächlich waren es 85.
Energisch wandte sich Campbell gegen die Annahme, die Ölförderung könne bei genügendem Einsatz von Geld und Technik nach Belieben und zeitlich unbegrenzt ausgeweitet werden. Nachdem die weltweite Produktion seit 2003 trotz steigender Nachfrage nicht mehr wesentlich ausgedehnt werden konnte, fanden Campbells Aussagen zunehmende Beachtung. So galt sein Szenario des unmittelbar anstehenden 'Peaks’ spätestens seit den Warnungen der Internationalen Energieagentur IEA (2008) nicht mehr als abwegig, auch weil die Förderung von konventionellem, d. h. billigem Erdöl seit 2005 stagniert.
| Geschätzter Peak Oil                  | Datum der Veröffentlichung | Maximum                         | Quelle  |
| ------------------------------------- | -------------------------- | ------------------------------- | ------- |
| 1989                                  | 1989                       |                                 | [ 5 ]   |
| 2003                                  | 1998                       |                                 |         |
| 2005 konv. Öl 2010 inkl. unkonv. Öl * | 2000                       |                                 | [ 6 ]   |
| 2004–2011                             | 2002                       |                                 | Nemesis |
| 2005 konv. Öl 2010 inkl. unkonv. Öl * | 2006                       | 66 konv. Öl 90 inkl. unkonv. Öl | [ 8 ]   |
| 2005 konv. Öl 2008 inkl. unkonv. Öl * | 2008                       | 66 konv. Öl 83 inkl. unkonv. Öl | [ 9 ]   |